# Islandske talord
Islandske talord deles i ordinaltal og kardinaltal, som vanligt. De beskrives her kort.

## Kardinaltal
Talordene fra én til fire bøjes i kasus, køn og tal. De andre bøjes kun, når de i virkeligheden er navneord.
Talordene én til fire bøjes i tur og orden.
| Talord einn (en) | Talord einn (en) | Talord einn (en) | Talord einn (en) | Talord einn (en) | Talord einn (en) | Talord einn (en) |
|                  | Singularis       | Singularis       | Singularis       | Pluralis         | Pluralis         | Pluralis         |
|                  | Maskulinum       | Femininum        | Neutrum          | Maskulinum       | Femininum        | Neutrum          |
| ---------------- | ---------------- | ---------------- | ---------------- | ---------------- | ---------------- | ---------------- |
| nominativ        | einn             | ein              | eitt             | einir            | einar            | ein              |
| akkusativ        | einn             | eina             | eitt             | eina             | einar            | ein              |
| dativ            | einum            | einni            | einu             | einum            | einum            | einum            |
| genitiv          | eins             | einnar           | eins             | einna            | einna            | einna            |

Brug og bøjning af einn kompliceres lidt af det faktum, at einn også er et indefinift stedord. I så fald forefindes der en alternativ form for maskulinum, akkusativ, ental, einan i betydningen helt alene, ensom. Lidt ældre tekster (men dog ikke fra den første tid) tenderer i nogen grad til at benytte einn næsten som en ubestemt artikel, men den udvikling standsedes og forefindes ikke mere. Gennem dansk indflydelse kan man også støde på en slags komparation, dvs. hinn einasti (den eneste) o.lign. Denne omtale vil blive fortsat eller helt flyttet til stedordet einn, når det en gang foreligger.
| Talord tveir (to) | Talord tveir (to) | Talord tveir (to) | Talord tveir (to) | Talord tveir (to) | Talord tveir (to) | Talord tveir (to) |
|                   | Singularis        | Singularis        | Singularis        | Pluralis          | Pluralis          | Pluralis          |
|                   | Maskulinum        | Femininum         | Neutrum           | Maskulinum        | Femininum         | Neutrum           |
| ----------------- | ----------------- | ----------------- | ----------------- | ----------------- | ----------------- | ----------------- |
| nominativ         | tveir             | tvær              | tvö               | tvennir           | tvennar           | tvenn             |
| akkusativ         | tvo               | tvær              | tvö               | tvenna            | tvennar           | tvenn             |
| dativ             | tveimur           | tveimur           | tveimur           | tvennum           | tvennum           | tvennum           |
| genitiv           | tveggja           | tveggja           | tveggja           | tvennra           | tvennra           | tvennra           |

| Talord þrír (tre) | Talord þrír (tre) | Talord þrír (tre) | Talord þrír (tre) | Talord þrír (tre) | Talord þrír (tre) | Talord þrír (tre) |
|                   | Singularis        | Singularis        | Singularis        | Pluralis          | Pluralis          | Pluralis          |
|                   | Maskulinum        | Femininum         | Neutrum           | Maskulinum        | Femininum         | Neutrum           |
| ----------------- | ----------------- | ----------------- | ----------------- | ----------------- | ----------------- | ----------------- |
| nominativ         | þrír              | þrjár             | þrjú              | þrennir           | þrennar           | þrenn             |
| akkusativ         | þrjá              | þrjár             | þrjú              | þrenna            | þrennar           | þrenn             |
| dativ             | þremur            | þremur            | þremur            | þrennum           | þrennum           | þrennum           |
| genitiv           | þriggja           | þriggja           | þriggja           | þrennra           | þrennra           | þrennra           |

| Talord fjórir (fire) | Talord fjórir (fire) | Talord fjórir (fire) | Talord fjórir (fire) | Talord fjórir (fire) | Talord fjórir (fire) | Talord fjórir (fire) |
|                      | Singularis           | Singularis           | Singularis           | Pluralis             | Pluralis             | Pluralis             |
|                      | Maskulinum           | Femininum            | Neutrum              | Maskulinum           | Femininum            | Neutrum              |
| -------------------- | -------------------- | -------------------- | -------------------- | -------------------- | -------------------- | -------------------- |
| nominativ            | fjórir               | fjórar               | fjögur               | fernir               | fernar               | fern                 |
| akkusativ            | fjóra                | fjórar               | fjögur               | ferna                | fernar               | fern                 |
| dativ                | fjórum               | fjórum               | fjórum               | fernum               | fernum               | fernum               |
| genitiv              | fjögurra             | fjögurra             | fjögurra             | fernra               | fernra               | fernra               |

Pluralisformerne benyttes, når man skal angive tallet på noget, som allerede grammatisk er i pluralis, f.eks. fern föt (fire sæt klæder), einar dyr (en dør) eller þrennir vettlingar (tre par vanter).
Hundrað (hundrede) er et navneord (neutrum), þúsund (tusind) er enten neutrum eller femininum, og ellers bruger islandsk det europæiske system for højere tal, skiftevis femininum og maskulinum, milljón er femininum, milljarður er maskulinum etc. Desuden findes der en mængde ord, som betegner mængder, men deres beskrivelse hører ellers til de forskellige ordarters paragraffer f.eks. tylft (dusin), þrenna (tre af noget, som f.eks. i poker), þrisvar (tre gange) osv.
De første tyve er disse.
| Tallene 1 - 20 | Tallene 1 - 20 | Tallene 1 - 20 | Tallene 1 - 20 |
| -------------- | -------------- | -------------- | -------------- |
| einn           | én             | ellefu         | elleve         |
| tveir          | to             | tólf           | tolv           |
| þrír           | tre            | þrettán        | tretten        |
| fjórir         | fire           | fjórtán        | fjerten        |
| fimm           | fem            | fimmtán        | femten         |
| sex            | seks           | sextán         | seksten        |
| sjö            | syv            | sautján        | sytten         |
| átta           | otte           | átján          | atten          |
| níu            | ni             | nítján         | nitten         |
| tíu            | ti             | tuttugu        | tyve           |

## Ordinaltal
De bøjes normalt som adjektiver. Der angives mønstre som påkrævet.
| Fyrstur (første), stærk bøjning | Fyrstur (første), stærk bøjning | Fyrstur (første), stærk bøjning | Fyrstur (første), stærk bøjning | Fyrstur (første), stærk bøjning | Fyrstur (første), stærk bøjning | Fyrstur (første), stærk bøjning |
|                                 | Singularis                      | Singularis                      | Singularis                      | Pluralis                        | Pluralis                        | Pluralis                        |
|                                 | Maskulinum                      | Femininum                       | Neutrum                         | Maskulinum                      | Femininum                       | Neutrum                         |
| ------------------------------- | ------------------------------- | ------------------------------- | ------------------------------- | ------------------------------- | ------------------------------- | ------------------------------- |
| nominativ                       | fyrstur                         | fyrst                           | fyrst                           | fyrstir                         | fyrstar                         | fyrst                           |
| akkusativ                       | fyrstan                         | fyrsta                          | fyrst                           | fyrsta                          | fyrstar                         | fyrst                           |
| dativ                           | fyrstum                         | fyrstri                         | fyrstu                          | fyrstum                         | fyrstum                         | fyrstum                         |
| genitiv                         | fyrsts                          | fyrstrar                        | fyrsts                          | fyrstra                         | fyrstra                         | fyrstra                         |

| Fyrsti (første), svag bøjning | Fyrsti (første), svag bøjning | Fyrsti (første), svag bøjning | Fyrsti (første), svag bøjning | Fyrsti (første), svag bøjning | Fyrsti (første), svag bøjning | Fyrsti (første), svag bøjning |
|                               | Singularis                    | Singularis                    | Singularis                    | Pluralis                      | Pluralis                      | Pluralis                      |
|                               | Maskulinum                    | Femininum                     | Neutrum                       | Maskulinum                    | Femininum                     | Neutrum                       |
| ----------------------------- | ----------------------------- | ----------------------------- | ----------------------------- | ----------------------------- | ----------------------------- | ----------------------------- |
| nominativ                     | fyrsti                        | fyrsta                        | fyrsta                        | fyrstu                        | fyrstu                        | fyrstu                        |
| akkusativ                     | fyrsta                        | fyrstu                        | fyrsta                        | fyrstu                        | fyrstu                        | fyrstu                        |
| dativ                         | fyrsta                        | fyrstu                        | fyrsta                        | fyrstu                        | fyrstu                        | fyrstu                        |
| genitiv                       | fyrsta                        | fyrstu                        | fyrsta                        | fyrstu                        | fyrstu                        | fyrstu                        |

Annar (anden) bøjes nøjagtigt som det indefinitive stedord annar.
Fra og med þriðji bøjes ordinaltallene som svage adjektiver.
| Þriðji (tredje) | Þriðji (tredje) | Þriðji (tredje) | Þriðji (tredje) | Þriðji (tredje) | Þriðji (tredje) | Þriðji (tredje) |
|                 | Singularis      | Singularis      | Singularis      | Pluralis        | Pluralis        | Pluralis        |
|                 | Maskulinum      | Femininum       | Neutrum         | Maskulinum      | Femininum       | Neutrum         |
| --------------- | --------------- | --------------- | --------------- | --------------- | --------------- | --------------- |
| nominativ       | þriðji          | þriðja          | þriðja          | þriðju          | þriðju          | þriðju          |
| akkusativ       | þriðja          | þriðju          | þriðja          | þriðju          | þriðju          | þriðju          |
| dativ           | þriðja          | þriðju          | þriðja          | þriðju          | þriðju          | þriðju          |
| genitiv         | þriðja          | þriðju          | þriðja          | þriðju          | þriðju          | þriðju          |

De første tyve ordinaltal følger.
| Tallene 1. - 20. | Tallene 1. - 20. | Tallene 1. - 20. | Tallene 1. - 20. |
| ---------------- | ---------------- | ---------------- | ---------------- |
| fyrstur, fyrsti  | første           | ellefti          | ellevte          |
| annar            | anden            | tólfti           | tolvte           |
| þriðji           | tredje           | þrettándi        | trettende        |
| fjórði           | fjerde           | fjórtándi        | fjertende        |
| fimmti           | femte            | fimmtándi        | femtende         |
| sjötti           | sjette           | sextándi         | sekstende        |
| sjöundi          | syvende          | sautjándi        | syttende         |
| áttundi          | ottende          | átjándi          | attende          |
| níundi           | niende           | nítjándi         | nittende         |
| tíundi           | tiende           | tuttugasti       | tyvende          |